# Barre (Tarn)
Barre település Franciaországban, Tarn megyében. Lakosainak száma 206 fő (2022. január 1.). Barre Murasson, Peux-et-Couffouleux, Moulin-Mage és Murat-sur-Vèbre községekkel határos.

## Népesség
A település népességének változása:
| Lakosok száma | 202  | 206  | 210  | 207  | 207  | 208  | 208  | 209  | 206  |
|               | 2013 | 2015 | 2016 | 2017 | 2018 | 2019 | 2020 | 2021 | 2022 |